# Slammiversary IX
Slammiversary IX foi um evento pay-per-view promovido pela Total Nonstop Action Wrestling, ocorreu no dia 12 de junho de 2011 no Impact Wrestling Zone em Orlando, Florida. Esta foi a sétima edição da cronologia do Slammiversary e marcou o nono aniversário da Total Nonstop Action Wrestling.

## Antes do evento
Slammiversary teve lutas de wrestling profissional envolvendo diferentes lutadores com rivalidades e storylines pré-determinadas que se desenvolveram no iMPACT Wrestling — programa de televisão da Total Nonstop Action Wrestling (TNA). Os lutadores interpretaram um vilão ou um mocinho seguindo uma série de eventos para gerar tensão, culminando em várias lutas.

## Resultados
| #                              | Lutas | Estipulação | Tempo |
| ------------------------------ | --- | --- | ----- |
| 1                              | James Storm (c) e Alex Shelley (com Bobby Roode) derrotaram The British Invasion (Douglas Williams e Magnus) | Tag team match pelo TNA World Tag Team Championship | 10:57 |
| 2                              | Matt Morgan derrotou Scott Steiner                                                                           | Singles match | 09:20 |
| 3                              | Abyss (c) derrotou Brian Kendrick e Kazarian                                                                 | 3-Way match pelo TNA X Division Championship | 12:05 |
| 4                              | Crimson derrotou Samoa Joe                                                                                   | Singles match | 10:33 |
| 5                              | Mickie James (c) derrotou Angelina Love (com Winter)                                                         | Singles match pelo TNA Knockouts Championship | 08:00 |
| 6                              | Bully Ray derrotou A.J. Styles                                                                               | Last Man Standing match | 20:18 |
| 7                              | Mr. Anderson derrotou Sting (c)                                                                              | Singles match pelo TNA World Heavyweight Championship | 15:52 |
| 8                              | Kurt Angle derrotou Jeff Jarrett                                                                             | Singles match para definir o desafiante nº um pelo TNA World Heavyweight Championship. Caso Angle perdesse, teria que entregar sua medalha olímpica a Jeff. | 17:42 |
| (c) - Campeões antes das lutas | | |       |